# ITF Vitoria-Gasteiz
Das ITF Vitoria-Gasteiz (offiziell: World Tennis Tour W60 Open Araba en Femenino) ist ein Tennisturnier der ITF Women’s World Tennis Tour, das in Vitoria-Gasteiz, Spanien, auf Hartplatz ausgetragen wird.

## Siegerliste

### Einzel
| Jahr                   | Siegerin        | Finalgegnerin        | Ergebnis      |
| ---------------------- | --------------- | -------------------- | ------------- |
| ↓ Kategorie: $25.000 ↓ |                 |                      |               |
| 2019                   | Cristina Bucșa  | Schalimar Talbi      | 6:0, 6:4      |
| ↓ Kategorie: $60.000 ↓ |                 |                      |               |
| 2020                   | abgesagt        | abgesagt             | abgesagt      |
| 2021                   | Rebeka Masarova | Ane Mintegi del Olmo | 7:63, 6:4     |
| 2022                   | Jessika Ponchet | Jenny Dürst          | 6:4, 7:5      |
| 2023                   | Darija Snihur   | Jessika Ponchet      | 3:6, 6:4, 6:1 |

### Doppel
| Jahr                   | Siegerinnen                            | Finalgegnerinnen                       | Ergebnis         |
| ---------------------- | -------------------------------------- | -------------------------------------- | ---------------- |
| ↓ Kategorie: $25.000 ↓ |                                        |                                        |                  |
| 2019                   | Victoria Rodríguez Ana Sofía Sánchez   | Alba Carrillo Marín Ángela Fita Boluda | 6:3, 6:3         |
| ↓ Kategorie: $60.000 ↓ |                                        |                                        |                  |
| 2020                   | abgesagt                               | abgesagt                               | abgesagt         |
| 2021                   | Olivia Gadecki Rebeka Masarova         | Celia Cerviño Ruiz Olivia Nicholls     | 6:3, 6:3         |
| 2022                   | Marija Bondarenko Ioana Loredana Roșca | Isabelle Haverlag Justina Mikulskytė   | 4:6, 6:4, [11:9] |
| 2023                   | Alicia Barnett Olivia Nicholls         | Estelle Cascino Diāna Marcinkēviča     | 6:3, 6:4         |

## Quelle
- ITF Homepage